# Nématollahi

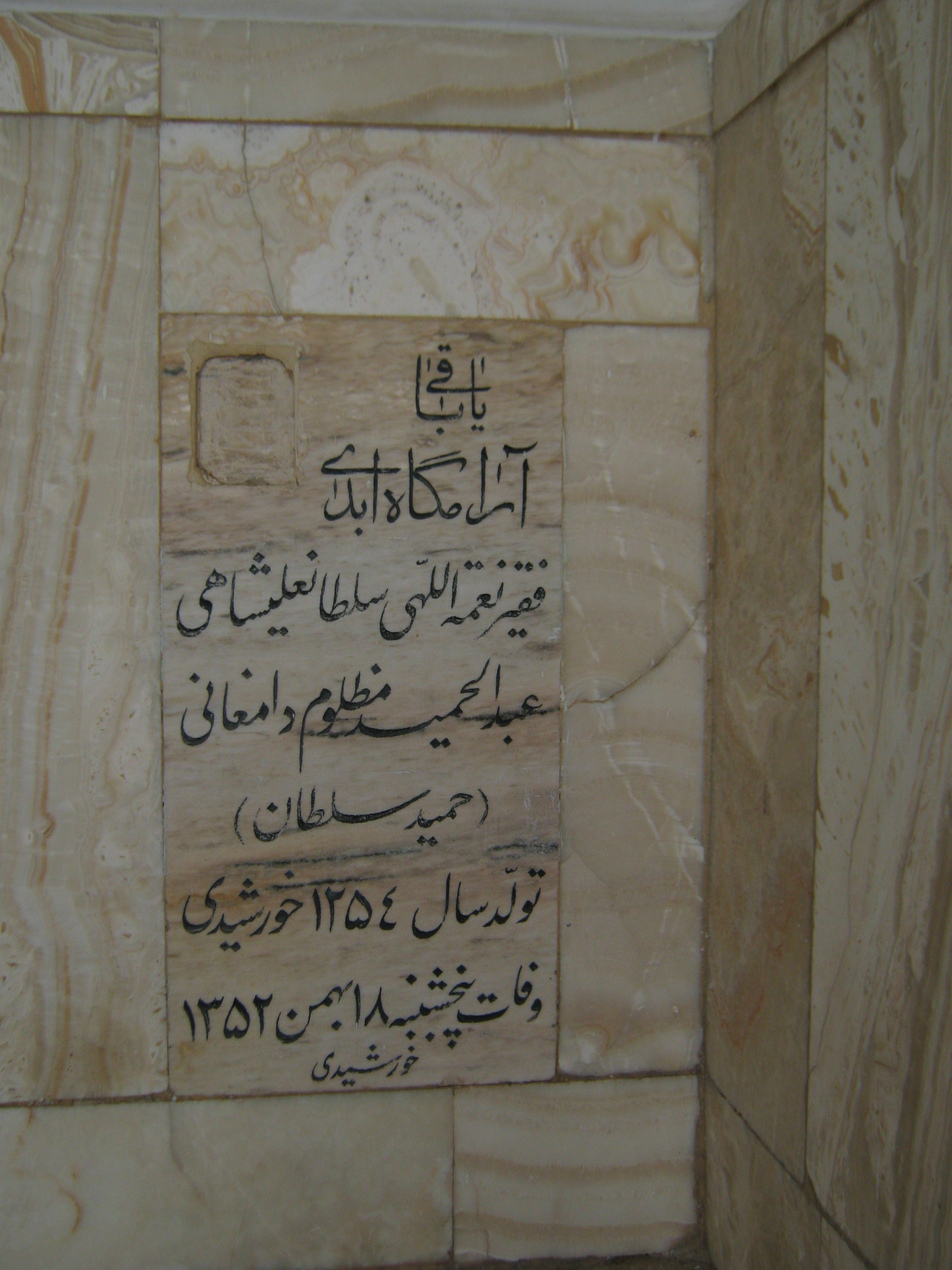

La confrérie nématollahi ou nimatullahi est un ordre soufi originaire d'Iran.
Son nom provient de son fondateur, Nur al-Din Nematollah Wali, appelé aussi Shah Nématollah, qui vécut en Perse et est enterré à Mahan, dans l'actuelle province de Kerman en Iran.
Les branches les plus importantes de la confrérie Nematollahi sont : 
- Nemaoolahi Soltanlyshahy Gonabadi
- Kosaralyshahy
- Nourbkhshye

Le soufisme de Nematollahi Soltanlishahi Gonabadi est centré a Bidokht.
Jusque dans les années 1970 la majorité des membres de l'ordre vivaient en Iran. Néanmoins, par le charisme et l'influence du maître, Dr. Javad Nurbakhsh (de nourbakhshye) décédé le 10 octobre 2008 (et auquel succède son fils Dr Alireza Nurbakhsh), ainsi qu'à la suite de la révolution islamique d'Iran, la confrérie s'est développée hors de l'Iran, en particulier en Amérique du Nord, Afrique, Europe, Australie et Russie. Parmi les nombreuses publications de la confrérie, on compte le journal SUFI en langue anglaise, ainsi que La Lettre Soufie qui compte des extraits traduits en français du magazine SUFI.